# Vélo-Vócha
Vélo-Vócha (en grec : Βέλο-Βόχα) est un dème situé dans la périphérie du Péloponnèse en Grèce. Le dème actuel est issu de la fusion en 2011 entre les dèmes de Vélo et de Vócha.